# Rhopospina
Rhopospina – rodzaj ptaków z rodziny tanagrowatych (Thraupidae).

## Występowanie
Rodzaj obejmuje gatunki występujące w Ameryce Południowej.

## Morfologia
Długość ciała 12,5–18 cm, masa ciała 13–41,8 g.

## Systematyka

### Etymologia
Greckie ῥωψ rhōps, ῥωπος rhōpos – krzak, krzew; σπινα spina – zięba < σπιζω spizō – ćwierkać.

### Gatunek typowy
Fringilla fruticeti Kittlitz

### Podział systematyczny
Tradycyjnie taksony fruticeti, carbonaria, alaudina umieszczane były w rodzaju Phrygilus, natomiast takson caerulescens w rodzaju Porphyrospiza. Jednak badania przeprowadzone w 2011 i 2014 roku dowodzą, że taksony te tworzą klad i są dość daleko spokrewnione z gatunkami z rodzaju Phrygilus. Do rodzaju należą następujące gatunki:
- Rhopospina fruticeti (von Kittlitz, 1833)  – żółtonos śniady
- Rhopospina caerulescens (zu Wied-Neuwied, 1830) – żółtonos lazurowy
- Rhopospina carbonaria (d’Orbigny & Lafresnaye, 1838) – żółtonos okopcony
- Rhopospina alaudina (von Kittlitz, 1833)  – żółtonos pręgosterny